# Jay Fox
Jay Fox (1870-1961) est un journaliste, éditeur, syndicaliste révolutionnaire, communiste libertaire et anarchiste américain.

## Biographie

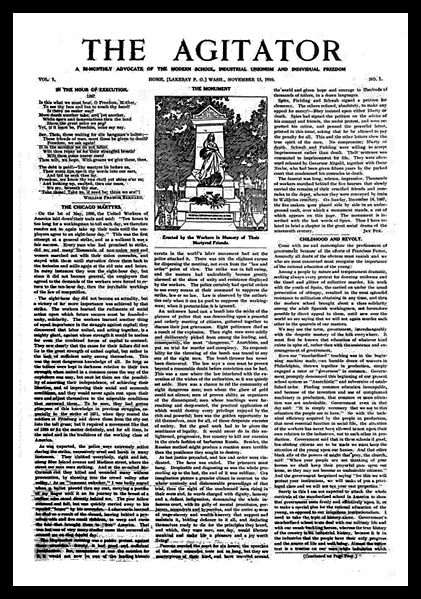

Le 15 novembre 1910, à Home (Lakebay, Washington), Jay Fox publie le premier numéro du journal The Agitator (1910-1912) (en), « Advocate of the Modern school, Industrial Unionism, Individual Freedom » (L'Agitateur, partisan de l'École moderne, du syndicalisme industriel, et de la liberté individuelle).
Bimensuel, publié par des membres de la colonie libertaire Home Colony (en) (État de Washington), c'est un mélange d'idées libertaires, de syndicalisme révolutionnaire (soutien aux Industrial Workers of the World), d'éducation rationaliste, de liberté sexuelle et individuelle.
En août 1911, Jay Fox est arrêté à la suite de la publication d'un article favorable au naturisme « The Nude and the Prudes » (Le Nu et les Prudes) et est condamné pour « édition tendant à encourager le mépris de la loi et des tribunaux ». Après trois ans de procès et d'appels, il finit par être condamné à une peine de deux mois de prison.

## Publications
- Trade-unionisme et anarchisme, L'Anarchie, n°176, 12 août 1908, page 3 & n°177, 28 août 1908, pp.3-4.